# بيتر كونسيليا
بيتر كونسيليا (بالألمانية: Peter Koncilia)‏ هو لاعب كرة قدم نمساوي في مركز الوسط، ولد في 22 يوليو 1949 في كلاغنفورت في النمسا. شارك مع منتخب النمسا لكرة القدم. أما مع النوادي، فقد لعب مع أوفي كريت ونادي تيرول ونادي واكر إنسبروك.